# Bayeta (tejido)

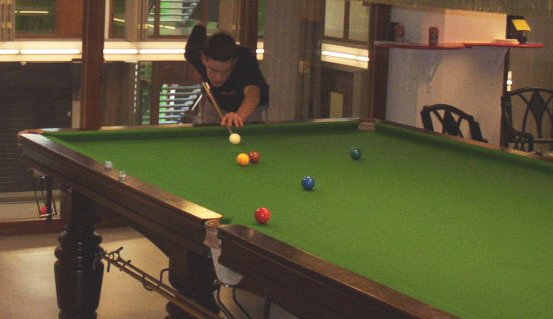
Mesa de snooker con cubierta de bayeta.

La bayeta es un tejido de lana, muy floja y rala de largos pelos, algunas veces lisa pero muy comúnmente cruzada del género de las castorinas, de las que solo difiere en la ancharía y el aderezo. Los usos de la bayeta son conocidos tanto para vestidos de hombre como de mujer.
La bayeta se fabricaba primitivamente en España pero después de años, la imitaron los franceses llamándola en razón de su origen Espagnolette y posteriormente, se pusieron fábricas de esta tela en Flandes, Sajonia, Bohemia, Inglaterra, etc.
También se llamaron bayetas a los paños del luto, tanto a los empleados en los túmulos como a los que se ponían en las puertas de las casas donde había muerto una persona; y a los de las iglesias que se ponían durante los funerales.

## Características
La bayeta es una especie de tejido de lana muy flojo y afelpado por una parte o mejor, es una especie de frisa o franela muy grosera y muy ancha (de ancho de dos varas, poco más de medio metro). Existían muchas clase de bayeta, nacionales y del extranjero; finas y gruesas; bayetas blancas y de todos los colores como rojo, amarillo, medio color, castaño, negro, etc.
En los siglos XVI y XVII el centro manufacturero por excelencia fue Segovia. También se fabricaban en Palencia, Ávila y Cuenca.
Durante el XVIII, la fabricación de bayeta en España se concentraba en varias poblaciones de Cataluña, como Prats de Llusanés, Roda, San Hipólito, Borredá, Olesa y otras. Luego, declinó este ramo de industria allí de una manera notable pero en cambio se aclimató en otras poblaciones, particularmente Antequera, Alcoy, Ezcaray y Béjar en términos que en el primero de estos puntos se fabricaron a millares las piezas de este tejido.